# Megaanum
Megaanum ali mega-anum (mega-annum) je v angleščini časovna enota, ki označuje milijon let (1.000.000 (1×10⁶) let ali 31.556926 terasekund). 
V znanstveni literaturi se za enoto uporablja okrajšava Ma (megaannum), ki temelji na enotah SI (Predpone SI so decimalne predpone, določene za uporabo v mednarodnem sistemu enot (SI)). Izraz Ma se uporablja v geološki literaturi, ki je v skladu s priporočenimi praksami ISO 31-1 (zdaj ISO 80000-3) in NIST 811.
Primer: Kreda se je začela pred 145 milijoni let (Ma) in končala pred 66 milijoni (Ma) ter trajala 79 milijonov let (pri čemer "79 Ma" pomeni le količino 79 milijonov let). "Pred" je implicitno, tako da je vsako takšno letno število "X Ma" med 66 in 145 "Kreda".
Sorodna enota je Gigaanum (Ga) za milijardo let.
Megaanum v glavnem uporabljajo v geologiji in drugih vedah o Zemlji ter kozmologiji, kjer je Ma standard.